# Hoher Timpberg

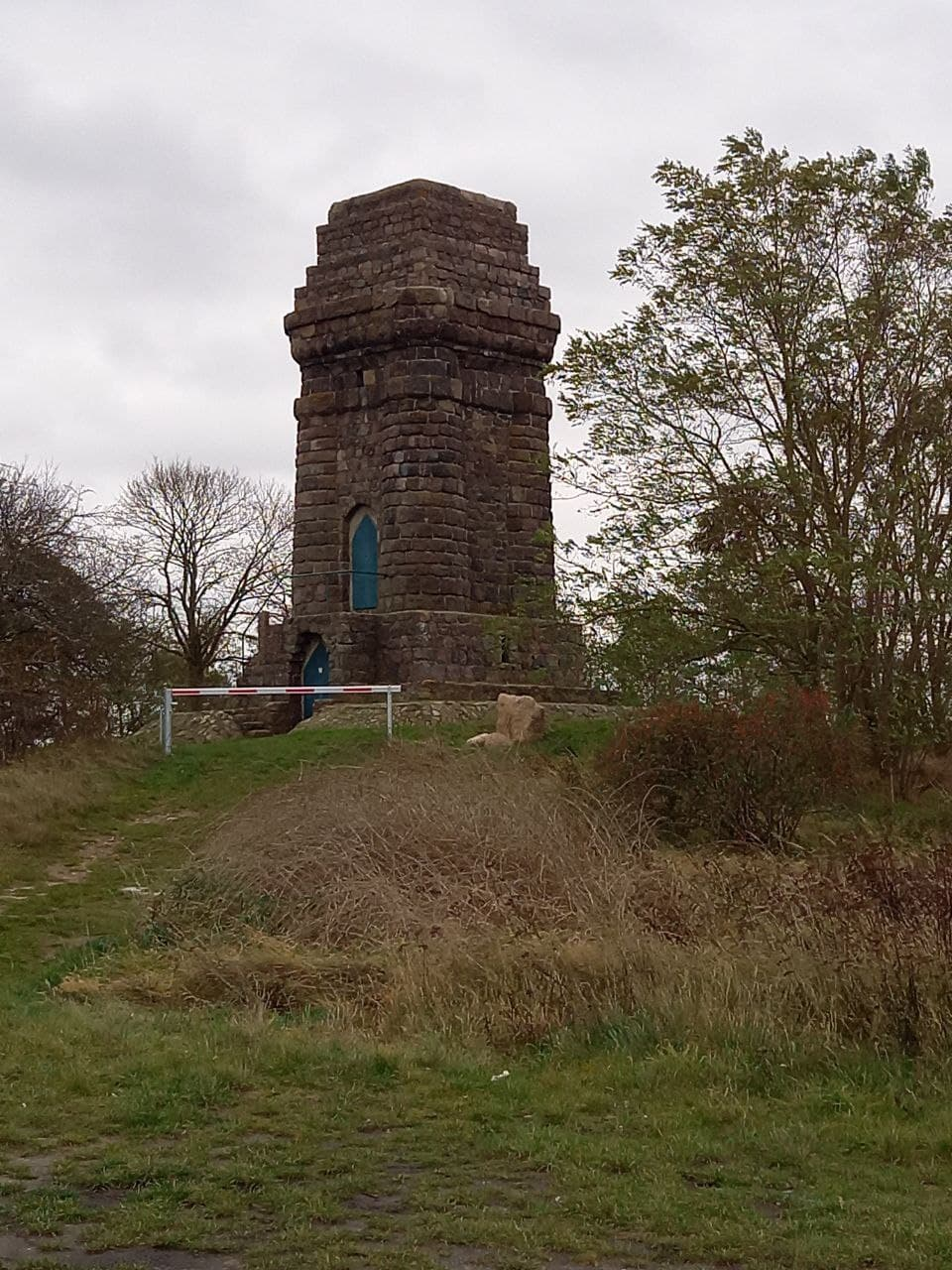
Bismarckturm auf dem Hohen Timpberg, von Nordwesten fotografiert

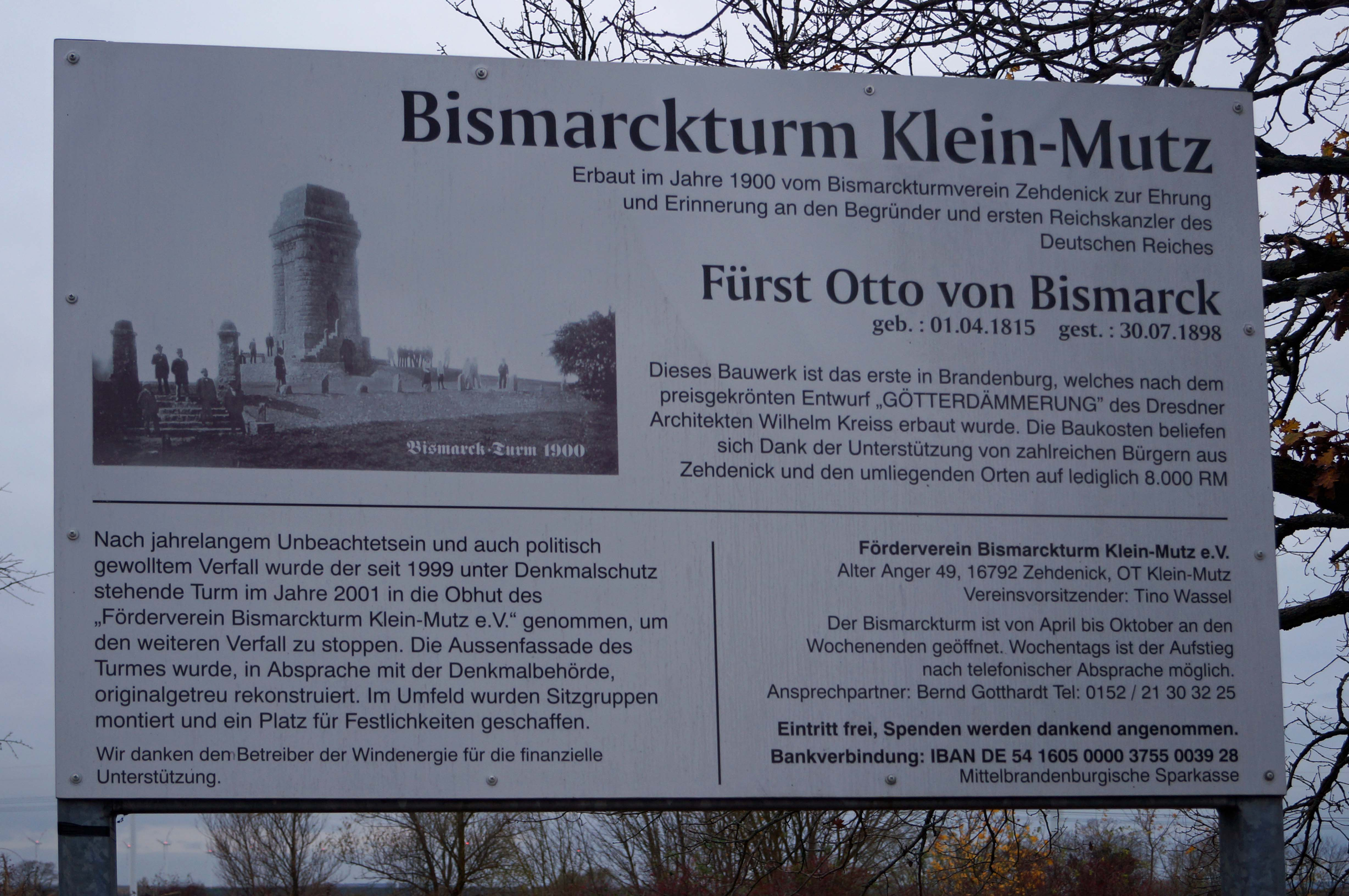
Erklärungstafel zum Bismarckturm

Der Hohe Timpberg ist eine Anhöhe von 95,4 m ü. NHN. Sie liegt in der Oberhavel im Bundesland Brandenburg, etwa 500 Meter südwestlich des Zehdenicker Stadtteils Klein-Mutz.

## Bismarckturm
Auf dem Hohen Timpberg steht ein etwa 14 Meter hoher Bismarckturm, der im Volksmund „Timpenturm“ genannt wird. Er wurde zwischen April und September 1900 nach dem aus einem Wettbewerb hervorgegangenen Typenentwurf „Götterdämmerung“ des Architekten Wilhelm Kreis errichtet. In den Jahren der SED-Herrschaft wurde er aus politischen Gründen dem Verfall preisgegeben und das umliegende Gelände zeitweilig als wilde Müllkippe genutzt. 1999 wurde der mittlerweile stark verwitterte Turm unter Denkmalschutz gestellt und in den Jahren ab 2001 vom Förderverein Klein-Mutz e. V. wieder instand gesetzt.
Auf dem Turm befand sich ursprünglich eine Feuerschale, in der zu feierlichen Anlässen ein weit sichtbares Feuer aus Kiefernholz und Pech entfacht wurde. Die Schale ist heute nicht mehr vorhanden. Wann und warum sie vom Turm entfernt wurde, ist ungeklärt. Auch über den Verbleib der Schale liegen keine Erkenntnisse vor.  
Der Turm ist an den Wochenenden im Sommer kostenlos zugänglich. Er bietet eine gute Aussicht über das weitgehend flache Umland, das von der Aussichtsplattform des Turms um rund 60 Meter überragt wird. 